# Oncocnemis laticosta
Oncocnemis laticosta là một loài bướm đêm trong họ Noctuidae.